# Dalton Town with Newton
Dalton Town with Newton é uma paróquia civil do borough de Barrow-in-Furness, no condado de Cúmbria, Inglaterra. Inclui a cidade de Dalton-in-Furness e a aldeia de Newton. Em 2018, tinha uma população estimada em 7807 habitantes. Abrange Aldingham, Askam and Ireleth, Lindal-in-Furness e Urswick. Foi formada em 1987 na área sem paróquia de Dalton-in-Furness., e possui nada menos que 70 edifícios listados pelo Patrimônio Histórico Inglês.
- Commons